# نصف‌النهار ۶۸ درجه شرقی
نصف‌النهار ۶۸ درجه شرقی ۶۸مین نصف‌النهار شرقی از گرینویچ است که از لحاظ زمانی ۴ساعت و ۳۲دقیقه با گرینویچ اختلاف زمانی دارد.
این نصف‌النهار از قطب شمال شروع و از مناطق زیر گذشته و به قطب جنوب ختم می‌شود.
- روسیه
- اقیانوس هند